# Samantabhadra

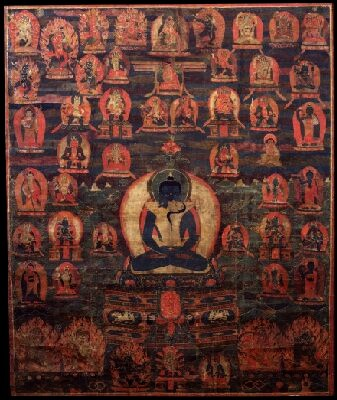
Postać „pierwotnego buddy” Samantabhadry

Samantabhadra (tyb.: ཀུན་ཏུ་བཟང་པོ, Kun-tu bzang-po, mong.: Qamugha Sain, chiń. 普贤菩萨 Pǔxián Púsà, kor. Pohyon posal, jap. Fugen bosatsu, wiet. Phổ Hiền Bồ tát). Samantabhadra oznacza z sanskrytu „zawsze dobry” lub „niezmienna dobroć”.
Ten bodhisattwa reprezentuje w buddyzmie Prawo (Dharmę) i współczucie. Jest często stowarzyszony z Mańdziuśrim, z którym stanowi parę akolitów po obu stronach Buddy Śakjamuniego.
W Chinach bardzo rzadko był przedstawiany samotnie, zwykle był jednym z elementów triady buddyjskiej. W niektórych chińskich wyobrażeniach wykazuje pewne żeńskie cechy. Bardzo często jedzie na słoniu, który ma sześć par kłów, trzymając „parasol” z liścia lotosu (skt ćhatra). Nosi strój bardzo przypominający szatę bodhisattwy Guanyin. Również jego żeńskie cechy go do Guanyin upodobniają. Samantabhadra jest czczony jako patron klasztorów na górze Emei z zachodnich Chinach. Niektórzy wierzą, iż biały słoń Samantabhadry jest tym samym słoniem, który pojawił się królowej Mai, matce Buddy.
W Japonii jest głównie czczony w szkołach tendai i shingon oraz jako obrońca Sutry Lotosu w tradycji Nichiren. Praktykujący „lotosowe samadhi” (jap. Hokkesanmai), czyli „koncentrację na Sutrze Lotosu” uważają, iż Samantabhadra reprezentuje „wewnętrzną przyczynę i praktykę ćwiczeń i koncentracji”.
Samantabhadra jest także czczony, szczególnie w Japonii, jako „przedłużający życie” pod nazwą Fugen Emmei Bosatsu. Jest ekwiwalentem jego ezoterycznej interpretacji jako Wadżramoghasamajasattwa.
W Japonii jest ukazywany w dwóch głównych formach: siedzący na kwadratowej platformie, z dwudziestoma ramionami, lub siedzący na czterech białych słoniach. Czasem jest przedstawiany jako młody mężczyzna (lub jako dziecko – Chigo Fugen Bosatsu) z wysoką koroną, czasem ozdobioną pięcioma Dżinami (Zwycięzcami), zwanymi także pięcioma Tathagatami. Siedzi na lotosowym tronie wspieranym przez słonia z sześcioma kłami. Uważany jest za najwyższą formę Samantabhadry.
W rzeźbie i malarstwie ukazywany jest w kilku formach:
- jako siedzący na lotosie umieszczonym na grzbiecie słonia, z dwoma ramionami w mudrze ańdziali lub trzymającymi sutrę. Czasem w prawej ręce trzyma lotos lub sutrę, lub berło. Może także mieć ręce ułożone w mudrze abhaja, a w lewej trzymać cintamani (klejnot spełniający życzenia). Lub może trzymać prawą dłoń otwartą z trzema placami na piersi, a w lewej – lotos otoczony przez płomienie (w mandali Wadżradhatu). Może także mieć prawą rękę w mudrze warada na kolanie, a w lewej trzymać cintamani na piersi.
- z wieloma ramionami (zwłaszcza w malarstwie), siedzący na leżącym słoniu. W prawej głównej ręce trzyma potrójną wadżrę przy piersi, a w lewej – dzwonek przy biodrze. Tym samym przypomina Wadżrasattwę.
- stojący na dwóch lotosach z prawą reką w mudrze abhaja, z lewą dłonią skierowaną w dół i lekko zgiętymi palcami. Gdy tworzy grupę z siedmioma innymi bodhisattwami jest żółty, a prawej ręce trzyma kwiat lotosu, a w lewej – wadżrę[2].

W mandali Garbhadhatu znajduje się na południowym wschodzie od Wajroczany i reprezentuje przyczynę ascetyzmu, podczas gdy Ratnakuta – skutki. Jest on zatem duchem bodhi (oświecenia) i „doskonałą przyczyną” wiedzy czy też poznania jak lustro (skt Adarśadźniana). W mandali Wadżradhatu jest ukazany uzbrojony w miecz w pochwie i potrójną wadżrę.
1. W dzogczen to stan „pierwotnego buddy” – powrotu do rigpy, która zawiera „trzy ciała Buddy”: pierwotnie czystą (Wylie. Ka-dak) Esencję (Wylie. Ngo-bo), spontanicznie zrealizowaną (Wylie. Lhun-Grub) Naturę (Wylie. Rang bZhin), wszechobecną moc (Wylie. Rtsal) Współczucia (Wylie. Thugs rje) dla nieprzebranych manifestacji. Do stanu „pierwotnego buddy” powraca się w trekciö poprzez rozpoznanie pierwotnej czystości (Wylie. ka-dak) lub w tögal poprzez następujące Cztery Wizje (Wylie. snang ba bzhi) spontanicznego zrealizowania (Wylie. lhun-grub) trzech ciał Buddy: 1) Bezpośrednie zrealizowanie dharmaty samej w sobie (Wylie. Chos-nyid mngon sum) otwiera wrota do czystych krain, tzn. pozostałych wizji; 2) Powiększające się doświadczenie (Wylie. Nyams gong ‘phel ba) odsłania wizję nirmanakaji; 3) Rigpa osiąga pełną dojrzałość (Wylie. Rig-pa tshad phebs) odsłaniając wizję sambhogakaji; 4) Wyczerpanie wszystkich zjawisk dharmaty (Wylie. Chos-nyid du ‘dzin pa tsam yang zad pa), gdzie rozpuszcza się samo w sobie skupienie na dharmacie, odsłania wizję dharmakaji, aż do stanu „pierwotnego buddy”.
2. W mahajanie to jeden z ośmiu głównych bodhisattwów.